# Geoff Hurst
Sir Geoffrey Charles Hurst MBE (n. 8 decembrie 1941 în Ashton-under-Lyne, Lancashire) este un fost jucător englez de fotbal. Este cunoscut după anii petrecuți la West Ham United. Și-a lăsat amprenta în istoria Campionatului Mondial deoarece este primul jucător din lume care a marcat un hat-trick în finala Campionatului Mondial de Fotbal, o performanță care a rămas neegalată până la Campionatul Mondial din 2022 (când Kylian Mbappé a marcat un hat-trick pentru echipa Franței împotriva celei a Argentinei). Cele trei goluri ale sale au fost marcate în finala din 1966 pentru Anglia, în victoria cu 4-2 a lor în fața Germaniei de Vest pe vechiul Wembley. Această realizare este cu atât mai remarcabilă prin faptul că era internațional de numai cinci luni și avea doar opt meciuri la națională și nu era considerat titular.